# جيرويمون كيمورا
جيرويمون كيمورا (باليابانية: 木村 次郎右衛門) أكبر الذكور سناً في التاريخ (باستثناء بعض المطالبات المتنازع عليها) منذ 28 ديسمبر 2012، عن عمر 115 عاما و253 يوما عندما تجاوز عمُر كريستيان مورتنسن الذي توفي في عام 1998؛ وقد أصبح أيضا أول رجل يصل بلا منازع إلى سن 116 سنة من العمر، وقد توفي في 12 يونيو 2013 عن عمر بلغ 116 عاما و54 يوما وكانت الوفاة لأسباب طبيعية في مستشفى يقع في مسقط رأسه في كيوتانغو باليابان. كما كان آخر رجل معروف من مواليد القرن التاسع عشر.